# Pietro Giovanni Guarneri
Pietro Giovanni Guarneri, född 18 februari 1655, död 26 mars 1720, var en italiensk fiolbyggare från Cremona och medlem av den välkända fiolbyggarsläkten Guarneri. Han är även känd som Pietro da Mantova eftersom han levde i staden Mantua största delen av sitt liv. Det sägs att han lärde säg hantverket av Girolamo Amati.